# Maison Pertsov

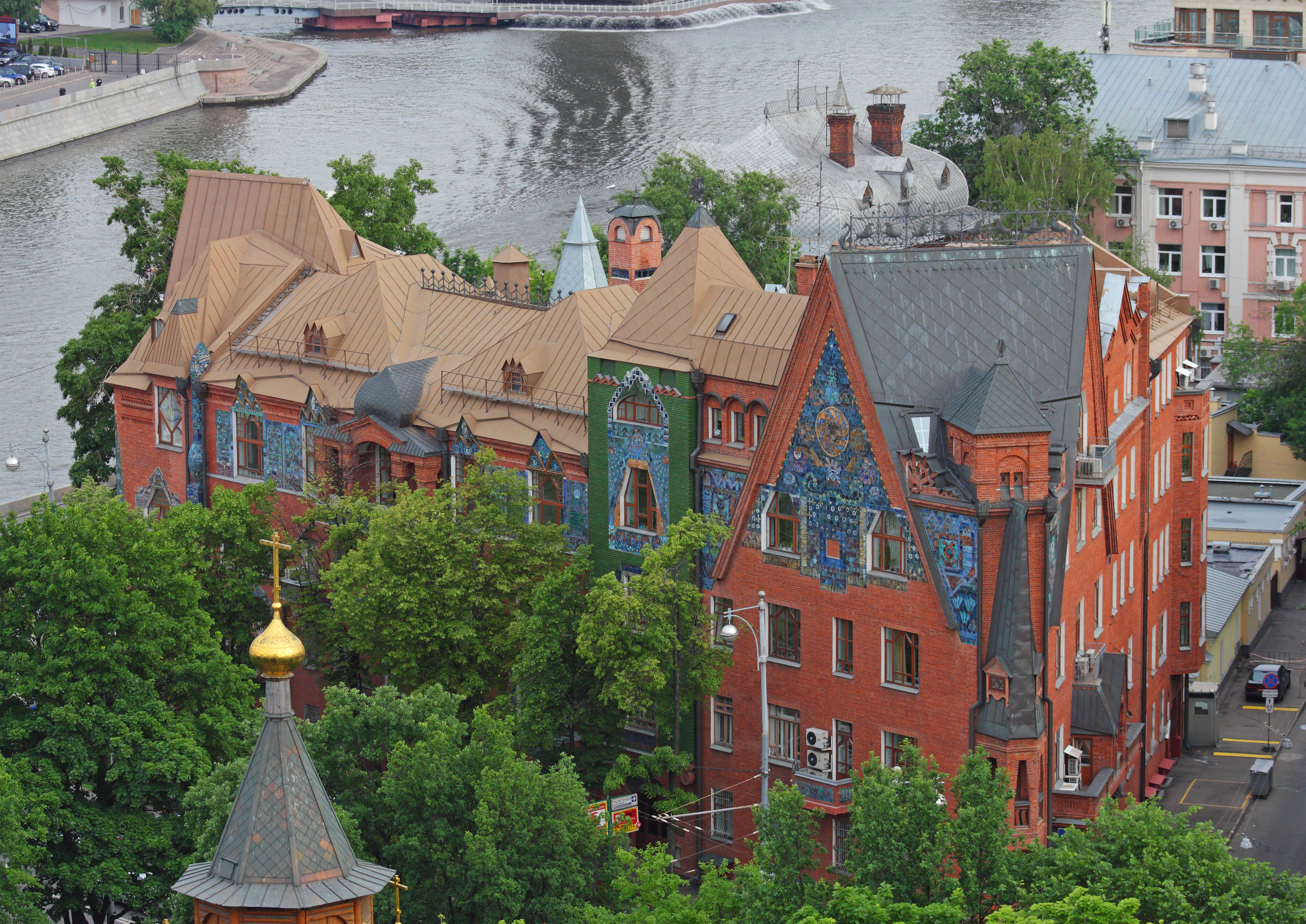
Moscou Maison Pertsov

La maison Pertsov (en langue russe : Дом Перцовой, ou Дом Перцова) est un immeuble de rapport situé à Moscou au coin du passage Soïmonovski et du quai Pretchitenskaïa, dans le quartier de Khamovniki. Il est construit entre 1905 et 1907, par les architectes Nikolaï Konstantinovitch Joukov (ru) et Boris Chnaubert (ru), à partir des esquisses de Sergueï Malioutine.
La maison comprend des appartements mais aussi des ateliers d'artistes dans les mansardes de la partie supérieure.

## Propriétaires
- Piotr Pertsov (1857—1937) est un ingénieur en construction de routes et voies ferrées.
- Zinaïde Perteva

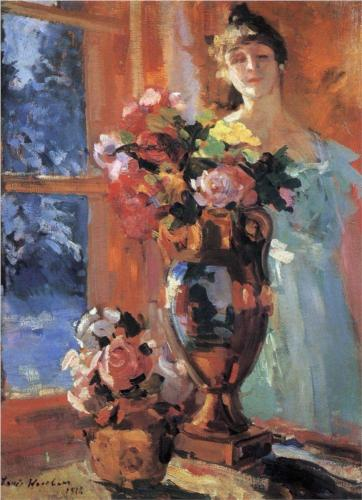
Portrait de Madame Pertsova 1916 Constantin Korovine
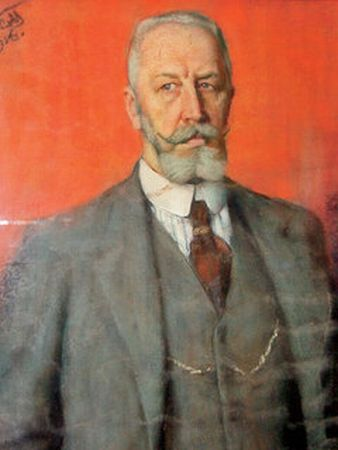
Portrait du propriétaire Pertsov, par Sergueï Malioutine
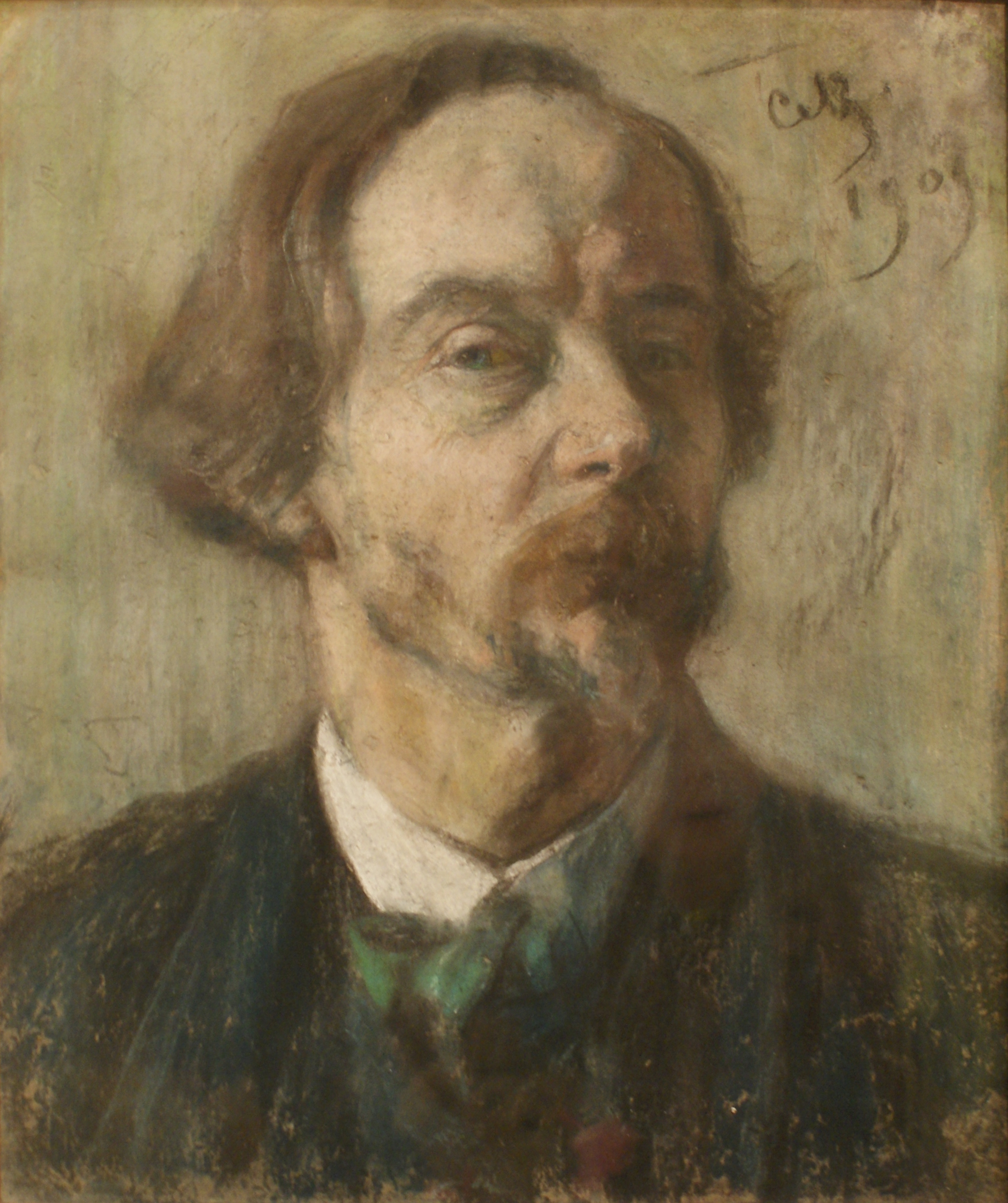
Autoportrait de Malioutine 1909

Il existe une autre maison de ce nom Pertsov à Saint-Pétersbourg (perspective Ligoski).

## La maison
Malgré la diversité et la complexité des formes, le bâtiment forme une unité plastique et reflète le style caractéristique de l'architecture moderne qui aspire à une synthèse entre les formes de l'architecture et celles des arts plastiques et appliqués. C'est une des œuvres les plus curieuses de l'architecture de style néo-russe. Dans la composition des façades l'asymétrie pittoresque des emplacements des fenêtres et des balcons, l'élévation des courbes de la toiture permettent de rompre avec la monotonie habituelle des maisons de rapports. Pour la décoration des balcons de la maison sont utilisés des décors de la vieille Russie combinés avec des éléments architecturaux médiévaux d'Europe occidentale. Le décor de la façade est peuplé de bizarres créatures mythologiques, de plantes et d'animaux issus des contes et légendes russes.
Ce sont les dessins de Sergueï Malioutine qui servirent à la création du mobilier de la maison. Des modèles de meubles similaires sont présentés au Musée d'art décoratif et populaire de Moscou. À l'origine les pièces de réception des maîtres des lieux furent décorées de sculptures et de peintures en bois. Les sculptures des portes extérieures ont été conservées, de même pour les balustrades des escaliers, les portes des appartements et la décoration du grand escalier.   

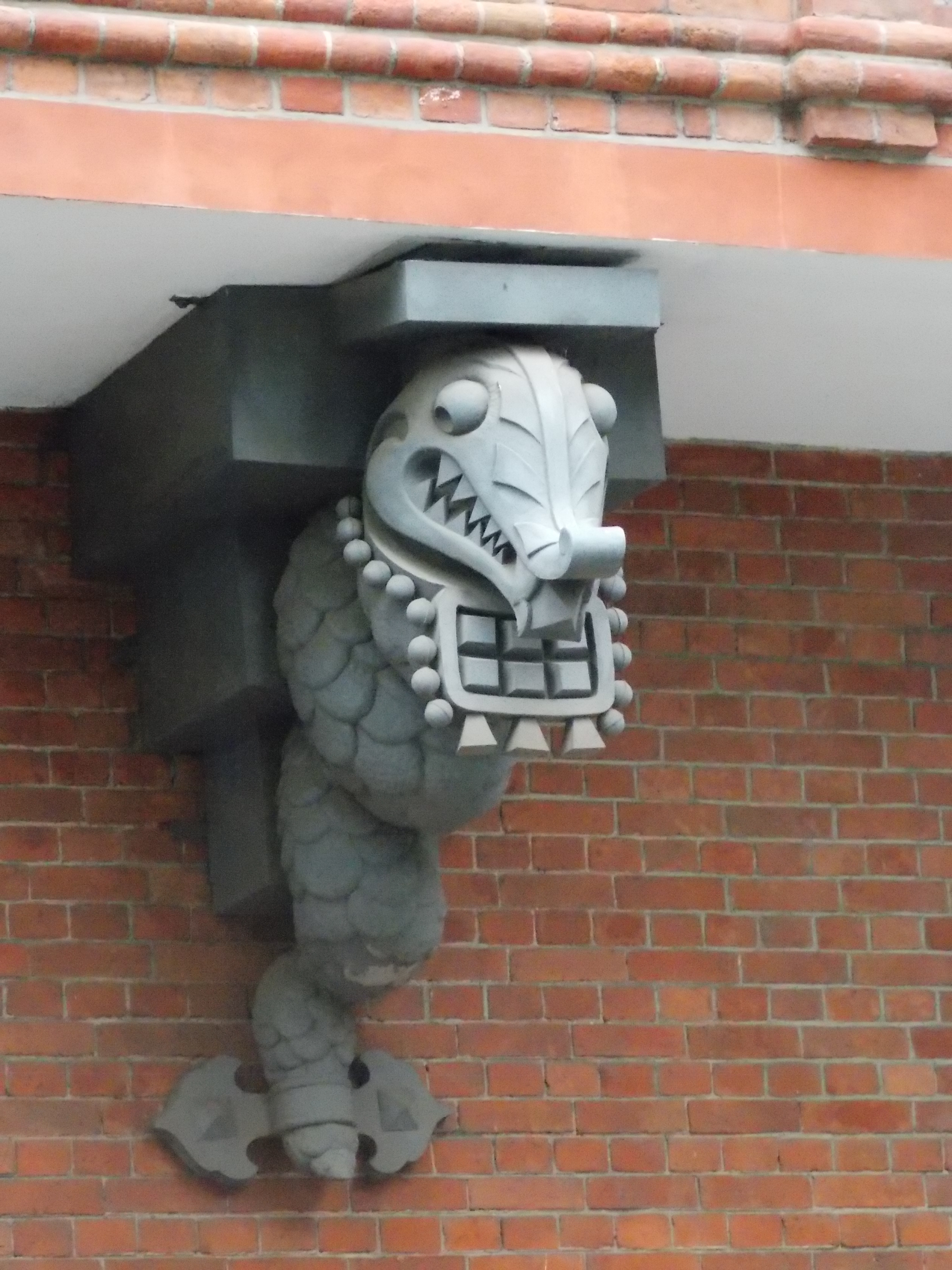
détail
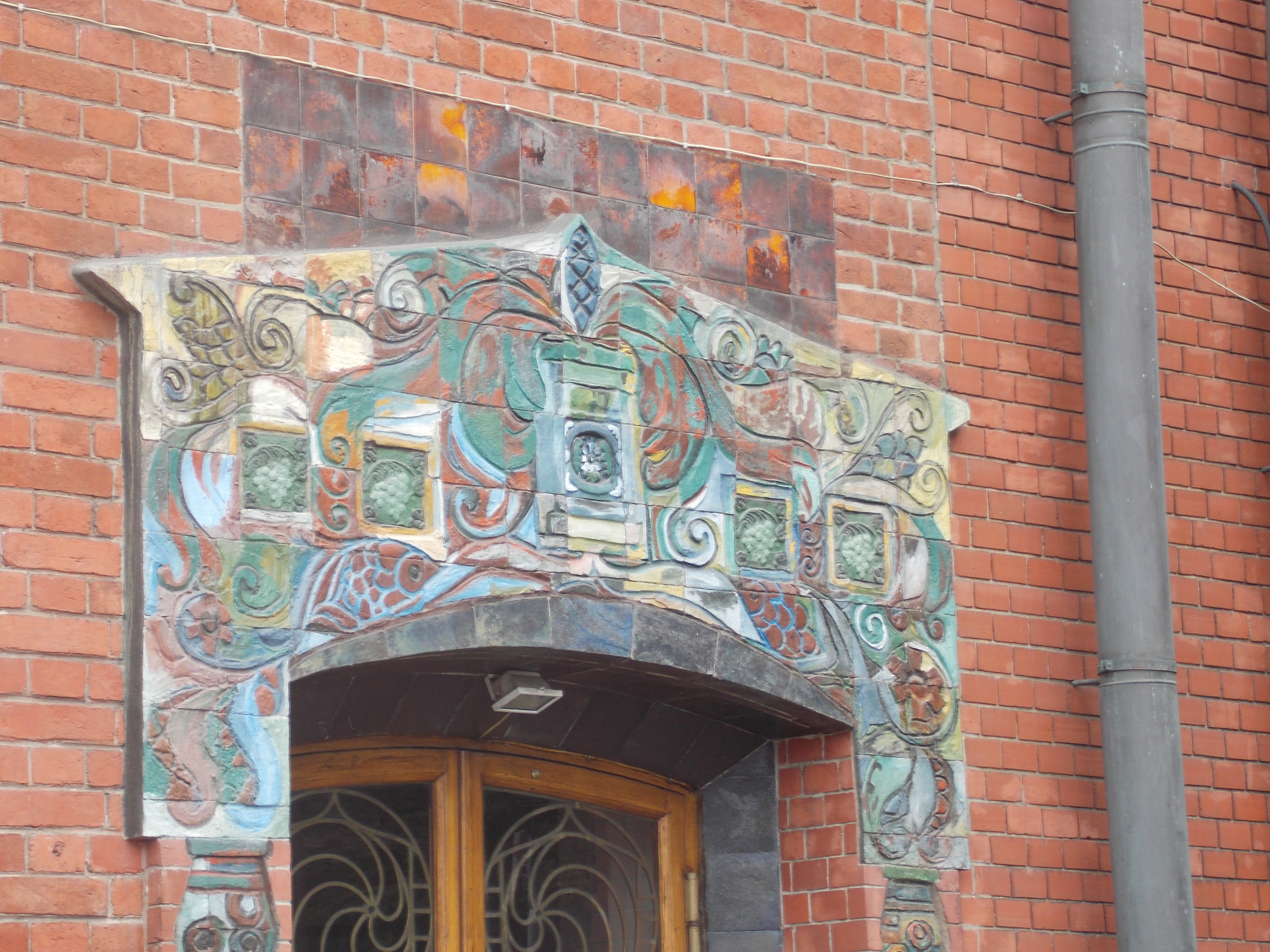
détail
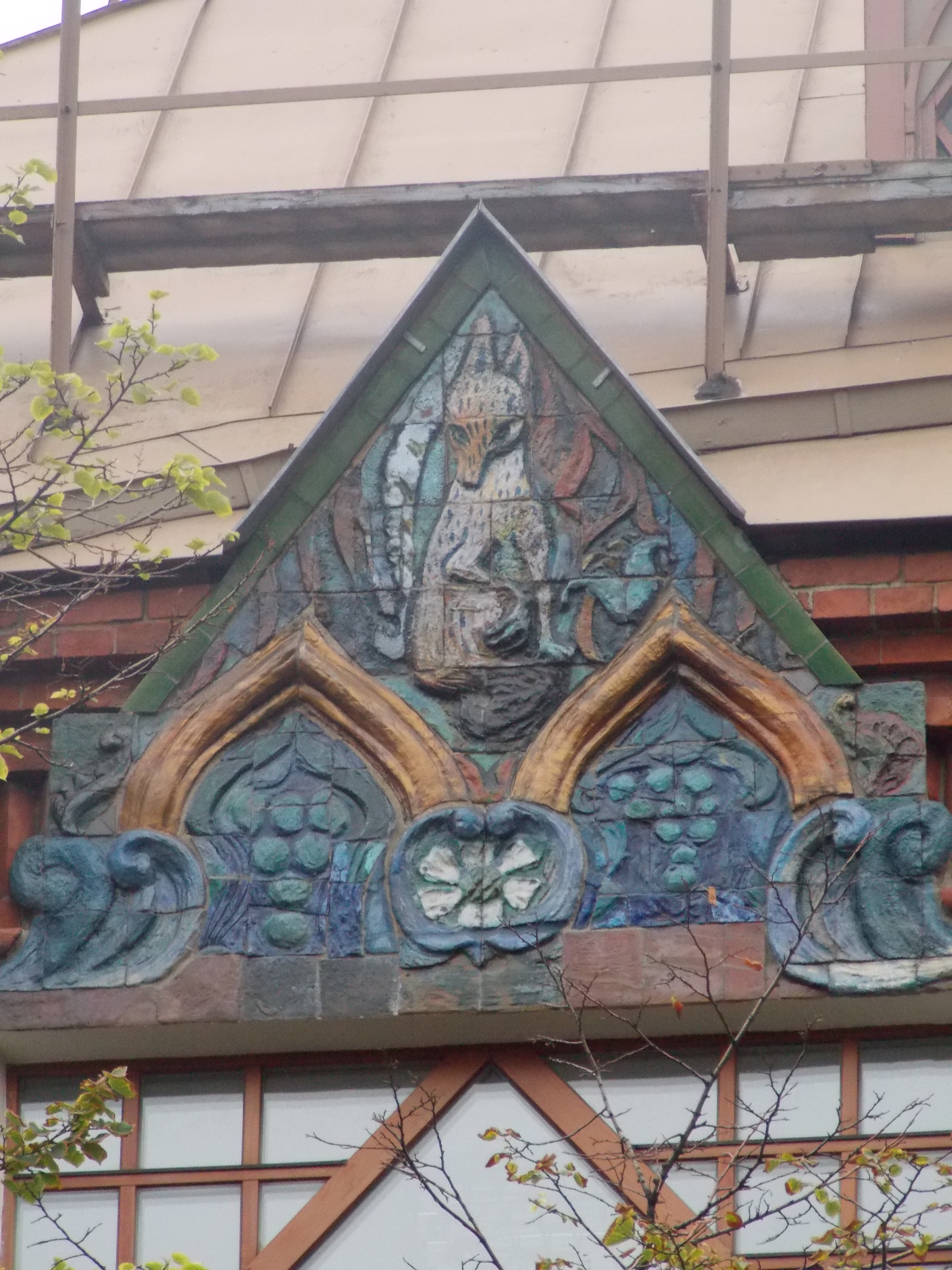
détail
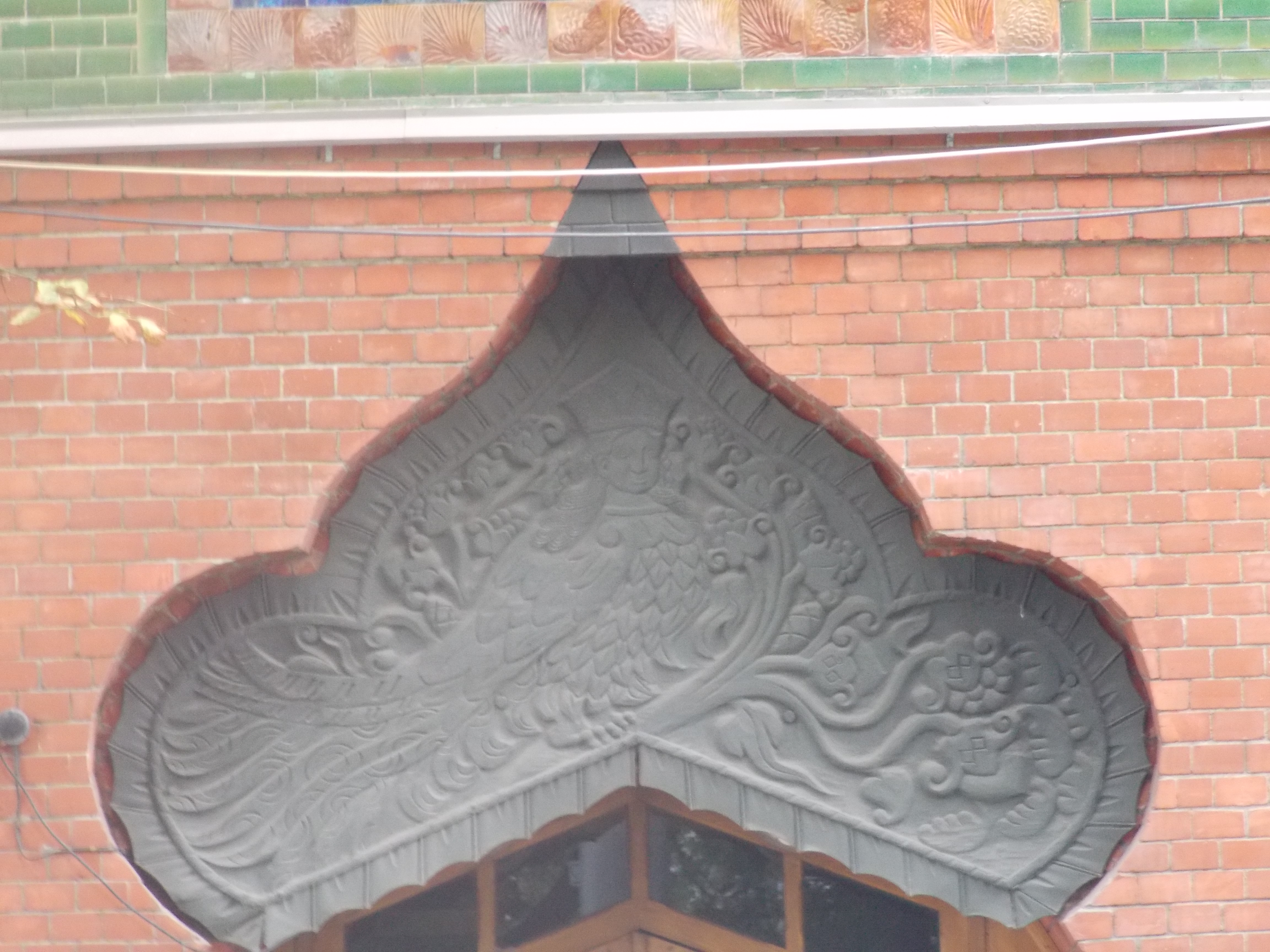
détail
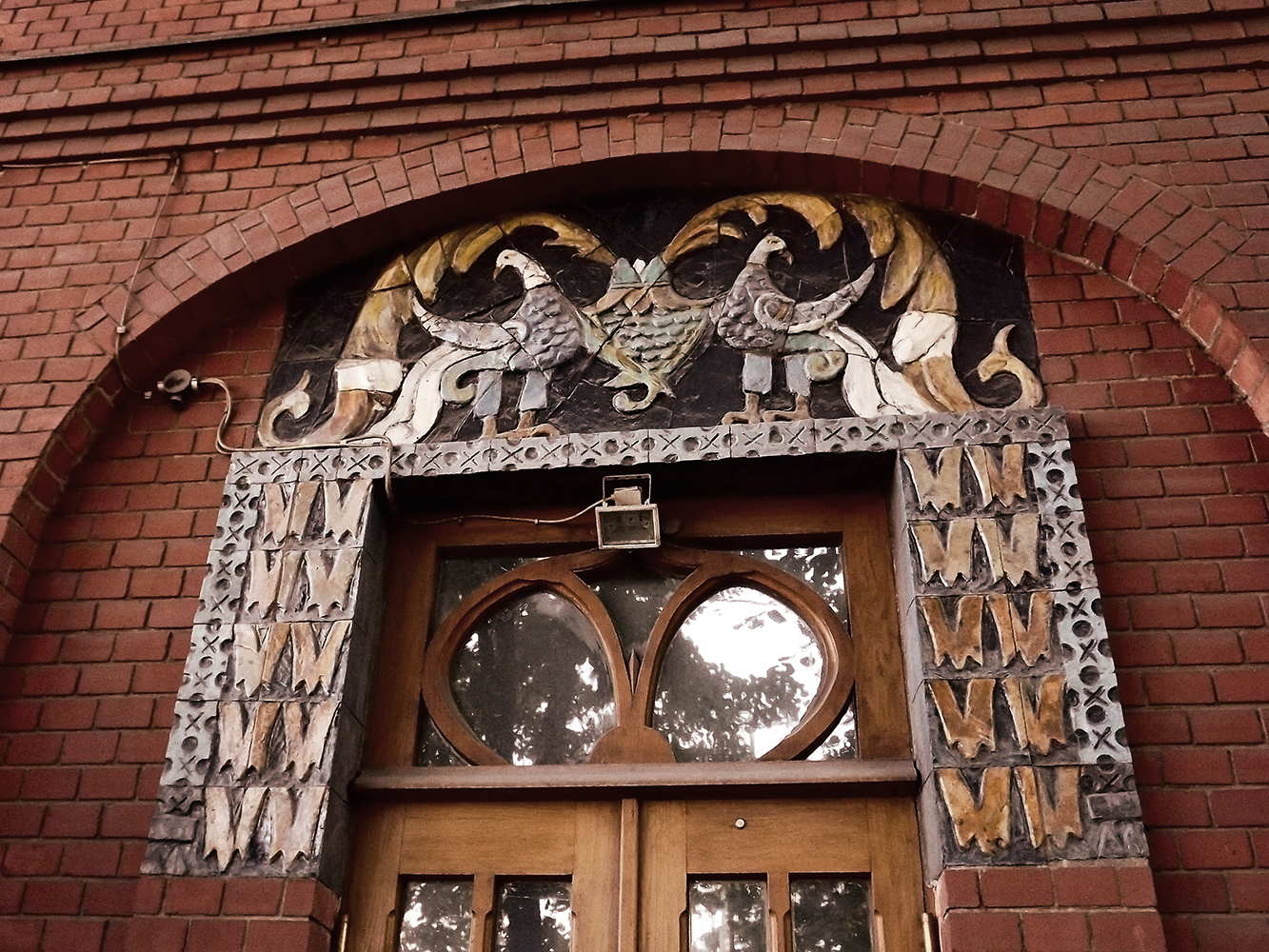
détail

## Histoire

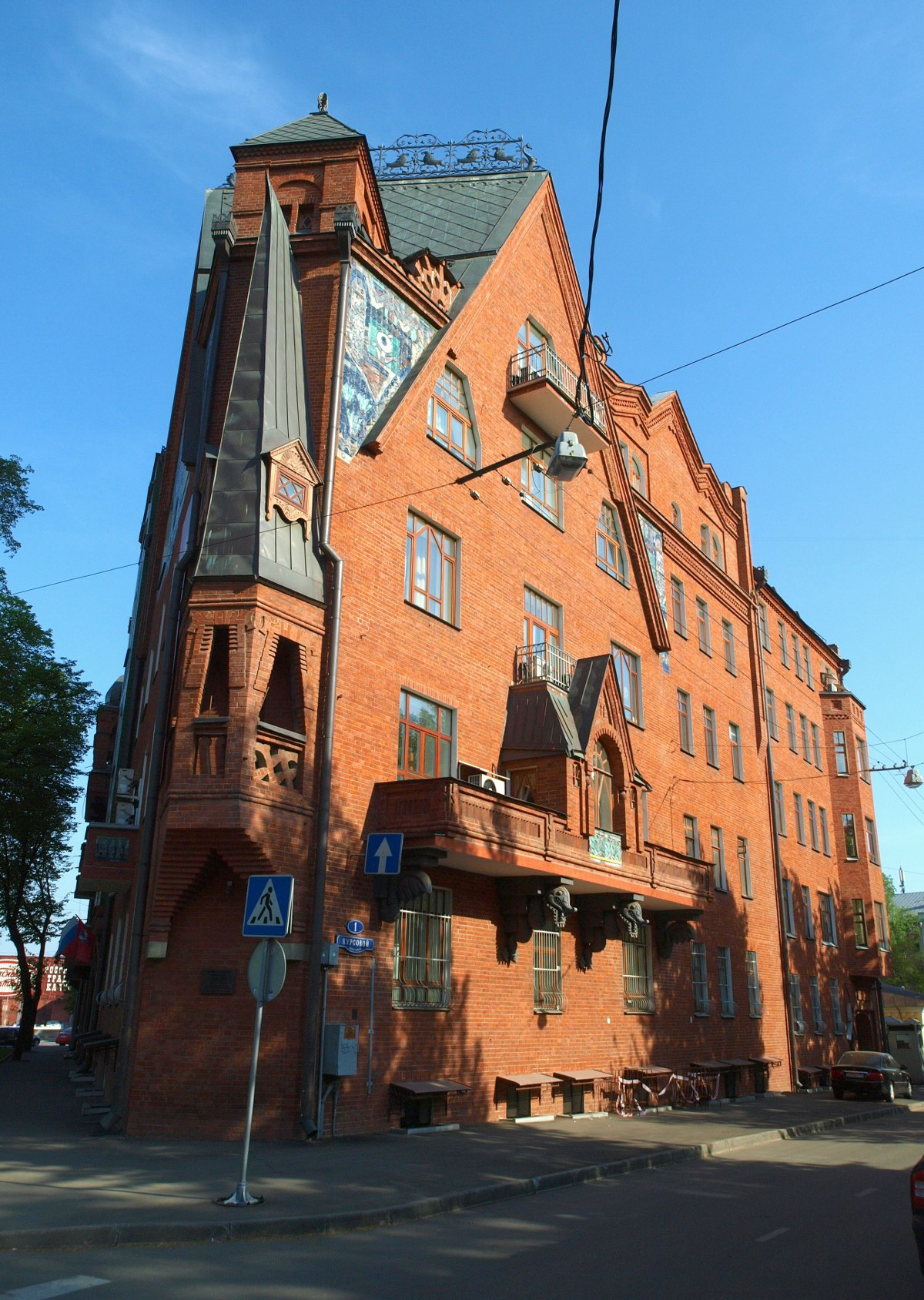
Maison Pertsov, « Théâtre de la Chauve-Souris » (1908—1909)

Au sous-sol de l'immeuble, de 1908 à 1910, se tient un cabaret artistique du nom de « Théâtre de la Chauve-Souris », où des personnalités du Théâtre d'art de Moscou (le Mkhat) s'essayent dans des rôles inattendus : Vassili Katchalov, dans le rôle d'un dompteur de cirque ; Olga Knipper, l'épouse d'Anton Tchekhov, dans celui d'une chanteuse parisienne ; Vladimir Nemirovitch-Dantchenko dirige un orchestre amateur ; Constantin Stanislavski présente « le miracle de la magie noire et blanche » ,.
Certains pensent que le héros principal de la nouvelle d'Ivan Bounine « Premier lundi de Carême » aurait vécu dans cette maison. Cependant rien de très précis dans le texte de la nouvelle ne permet de le confirmer. En 1939, le peintre Robert Falk y installe son atelier. Jusqu'au milieu des années 1970, la maison resta une habitation, puis elle devient propriété du Ministère des affaires étrangères. L'historien d'art Sergueï Glagol considérait en 1913 que cette maison était l'une des plus originales de l'architecture russe des dix dernières années. En 1918 une restauration de l'immeuble est réalisée par l'architecte Viktor Mazyrine. Le peintre ¨Pavel Skalia-Sokolov y vécut également.